# Moglia (Bobbio)
Moglia (Möia in dialetto bobbiese) è una frazione del comune di Bobbio, in provincia di Piacenza. È posta a m. 477 sulla sponda destra della Valle del Carlone, sotto il Bricco di Carana (bric) (805 m) accanto alla Costa del Bancale. Il paesino è rimasto negli ultimi decenni quasi disabitato, conta oggi una quindicina di case ristrutturate. Gli abitanti sono 5 (ma aumentano nei fine settimana, nei periodi festivi e d'estate, grazie alle seconde case).

## Storia
È citata come Solia (luogo ombreggiato) in un documento dell'862. Il toponimo conserva la sua forma primitiva fino verso la metà del XV secolo, quando prende il nome attuale.
Il nome attuale potrebbe derivare anche: dal basso latino molleus = umidiccio, moia = lista di terreno alluvionale, lungo un corso d'acqua, a möi (dialetto bobbiese) = intriso d'acqua.

## Come arrivare alla Moglia
Dista da Bobbio 5 km, si percorre la S.S.45 in direzione di Genova, dopo un chilometro, in località San Martino (300 m), si prende il bivio a destra per Carana e Moglia.
Ci si trova sul tracciato dell'antico Caminus Genuae, ossia la strada che univa la pianura Padana con la Liguria prima che si realizzasse il tracciato della Statale 45. nel fondovalle. Superato il ponte sul Carlone, al primo bivio si va a destra (dritti a sinistra si va a Carana) e su agevole strada ed asfaltata si arriva alla frazione di Moglia (477 m).
Dal paese passano salendo da Bobbio i sentieri del CAI n. 143, che porta alla frazione abbandonata della Cavanna e poi sale a Carana e sotto il comune di Corte Brugnatella passando per le frazioni di Pietranera e Brugnello; e 160, che passa per la Cascata termale del Carlone e sale alle frazioni di San Cristoforo, Mogliazze, Cernaglia fino al Passo del Brallo.